# Ruby thủy quái tuổi teen
Ruby thủy quái tuổi teen (tiếng Anh: Ruby Gillman, Teenage Kraken) là một bộ phim hài hoạt hình máy tính do DreamWorks Animation sản xuất và được phân phối bởi Universal Pictures vào năm 2023. Bộ phim do Kirk DeMicco là đạo diễn và Faryn Pearl đồng đạo diễn, Pam Brady và nhóm biên kịch của Brian C. Brown và Elliott DiGuiseppi phụ trách việc viết kịch bản. Phim có sự tham gia của các diễn viên lồng tiếng: Lana Condor, Toni Collette, Annie Murphy, Colman Domingo và Jane Fonda, cùng với Sam Richardson, Liza Koshy, Will Forte, Jaboukie Young-White, Blue Chapman, Ramona Young và Eduardo Franco góp mặt trong bộ phim, đóng vai trò hỗ trợ. Bộ phim kể về một cô gái 15 tuổi nhút nhát nhưng tốt bụng tên là Ruby Gillman (Condor) đang khao khát được hòa nhập với mọi người trong trường trung học Oceanside, nhưng khi cô bị đưa xuống biển do vi phạm quy tắc của mẹ cô (Collette) đối với những người bạn sẽ trở thành bạn bè của cô, cô đã phát hiện ra rằng mình là hậu duệ của những con kraken thiện chiến, những người đã bảo vệ đất và biển cả khỏi những nàng tiên cá độc ác qua nhiều thế hệ, đồng thời cũng được định rằng cô sẽ thừa kế ngai vàng từ bà ngoại của mình, Chiến binh Nữ hoàng của 7 Đại Dương (Fonda).
Bộ phim lần đầu tiên được Brown và DiGuiseppi giới thiệu cho DreamWorks Animation thực hiện và đã được sản xuất trong vài năm. Nó được công bố vào tháng 6 năm 2021 với tên phim ban đầu là Meet the Gillmans, sau đó là việc tuyển chọn các diễn viên cho các vai diễn và dự kiến sẽ được phát hành vào năm 2022. Paul Tibbitt phụ trách đạo diễn, với Brady ký hợp đồng viết kịch bản với Brown và DiGuiseppi, và quá trình sản xuất dự kiến sẽ bắt đầu vào năm 2022. Phần lớn các diễn viên lồng tiếng đã được công bố vào tháng 3 năm 2023, cùng với việc DeMicco thay thế Tibbitt trong vai trò đạo diễn. Bộ phim lấy cảm hứng từ Easy A (2010), Lady Bird (2017), Booksmart (2019) và các bộ phim của John Hughes. Phần âm nhạc do Stephanie Economou sáng tác, bên cạnh hai bài hát gốc do ca sĩ kiêm nhạc sĩ người Anh Mimi Webb và Freya Ridings trình bày.
Ruby thủy quái tuổi teen đã có buổi ra mắt thế giới tại Liên hoan phim hoạt hình quốc tế Annecy vào ngày 15 tháng 6 năm 2023 và được Universal Pictures phát hành tại Hoa Kỳ vào ngày 30 tháng 6. Bộ phim đã nhận được nhiều lời đánh giá trái chiều từ các nhà phê bình, cùng với lời khen ngợi về việc diễn xuất và hoạt hình nhưng lại bị chỉ trích về câu chuyện của phim. Điều đó đã khiến bộ phim chỉ thu về 42 triệu USD so với kinh phí lên đến 70 triệu USD, khiến nó trở thành bộ phim của DreamWorks có doanh thu thấp nhất, với dự đoán rằng Universal sẽ lỗ một số tiền lên đến 80 triệu USD.

## Nội dung
Tại thị trấn Oceanside nằm ở ven biển, Ruby Gillman, một cô gái mười lăm tuổi, sống cùng gia đình đang cố gắng hòa nhập với loài người mặc dù họ là kraken. Mẹ của cô, Agatha, đã cấm cô đi dự vũ hội vì vị trí của nó nằm trên một con tàu ở giữa đại dương. Tại trường trung học Oceanside, Ruby ban đầu quyết định sẽ không đi, nhưng những người bạn của cô là Margot, Trevin và Bliss đã thuyết phục cô hẹn hò với người mình thích là Connor. Cô chưa kịp hỏi Connor thì anh đã sơ suất mà ngã xuống nước. Ruby nhảy xuống cứu anh ấy. Nhưng thay vào đó, anh tin rằng mình đã được cứu bởi một cô gái là học sinh mới, Chelsea Van Der Zee, người đang cố gắng kết bạn với Ruby. Ruby nhận thấy các giác hút trên ngón tay của mình đang phát sáng và sau đó cô liền trốn trong thư viện. Trước sự kinh ngạc của mình, cô biến thành một con kraken khổng lồ do chạm vào nước biển, vô tình phá hủy thư viện, trong quá trình biến hình thì cô bị thủ thư bị giật mình. Chelsea nhìn chằm chằm vào hình dạng kraken của Ruby trong khi Ruby đang chạy đến ngọn hải đăng. Agatha phát hiện và đuổi theo cô, đoàn tụ với anh trai là Brill trên đường đi. Agatha xoa dịu Ruby đang đau khổ và cô ấy thu nhỏ lại kích thước bình thường. Trở lại nhà, Arthur, bố của Ruby và Sam, em trai của Ruby, tìm hiểu về sự biến đổi của Ruby. Agatha nói với Ruby rằng bà ấy cũng có thể biến thành một con kraken khổng lồ. 
Vì tức giận vì bà Agatha không bao giờ nói với cô về khả năng của mình, Ruby bỏ đến gặp bà ngoại, Chiến binh Nữ hoàng của 7 Đại Dương, với sự giúp đỡ của cậu Brill. Bà ngoại nói với Ruby rằng cô là công chúa và sẽ là người tiếp theo sẽ lên ngôi, khiến cô bị sốc. Cô ấy cũng nói với Ruby rằng tiên cá thực sự là những sinh vật xấu xa nhất ở dưới biển, trái ngược với niềm tin phổ biến của con người, và chúng đã tìm thấy một cây đinh ba mạnh mẽ có tên là "Cây đinh ba của Oceanus" có thể quét sạch loài kraken, và mẹ bà, chiến binh kraken vĩ đại nhất, đã giam giữ chúng mãi mãi. Ruby từ chối ngai vàng nhưng cô rất biết ơn vì cuối cùng đã gặp được bà của mình, nhưng trên đường về nhà, cô bị lão thủy thủ lớn tuổi và là hướng dẫn viên du lịch Oceanside Gordon Lighthouse tấn công và suýt nữa bị giết chết. Cô được cứu bởi Chelsea, người tiết lộ rằng cô là một tiên cá và giúp cô trốn thoát, khiến Gordon rất thất vọng.
Ngày hôm sau, Ruby cố gắng trở lại cuộc sống bình thường, nhưng đoạn phim về cô trong hình dạng kraken đã được lan truyền rộng rãi. Cô bỏ học cùng với Chelsea, và Chelsea nói với cô rằng mẹ cô, Nữ hoàng tiên cá độc ác Nerissa, đã bị giết khi cố lấy lại cây đinh ba. Cô ấy yêu cầu Ruby lấy nó để giúp đoàn kết kraken và tiên cá, vì vậy Ruby đã luyện tập với bà của mình để có đủ sức mạnh lấy được nó. Vào đêm vũ hội, Ruby đến kể cho mẹ nghe về Chelsea. Tuy nhiên, thất vọng và phẫn nộ khi Ruby kết bạn với một tiên cá, Agatha cấm cô gặp bà của mình, dẫn đến việc Ruby bực bội chạy trở lại đại dương để lấy cây đinh ba cho Chelsea trong khi Agatha đi nói chuyện với bà nội. Ruby thành công trong việc lấy lại nó, nhưng Chelsea tiết lộ rằng cô ấy thực sự là Nerissa và cô ấy đã trốn thoát khỏi sự giam cầm của mình để điều khiển kraken giúp cô ấy lấy được cây đinh ba nhằm trả thù Vương quốc Kraken. Khi biến hình trở lại hình dạng thật sự của mình, bà ta đã phản bội và gài bẫy Ruby trước khi phá hủy Oceanside. Agatha và bà ngoại cố gắng chống lại bà ta trong khi Brill tìm thấy Ruby đang mất tinh thần và bị thương. Sau khi ông động viên cô vài lời, cô lên mặt nước để ngăn Nerissa lại. Nerissa áp đảo Grandmamah và Agatha nhưng phải đối mặt với Ruby, người giao chiến với bà bằng cây đinh ba, đã tiết lộ bí mật của mình cho bạn bè và Connor.
Nerissa giành được ưu thế, nhưng Ruby tước vũ khí của bà ta, nhận ra rằng cây đinh ba có thể bị phá hủy nếu có đủ sức mạnh. Ruby cố gắng lý luận với Nerissa nhưng không có kết quả, vì vậy cô, Agatha và bà ngoại sử dụng mắt laser của họ để cùng nhau phá hủy cây đinh ba, đánh bại Nerissa và thu nhỏ bà ta về kích thước bình thường, sau đó bị Gordon bắt giữ. Ruby hòa giải với mẹ cô, đoàn tụ với bạn bè của cô và rủ Connor đi dự vũ hội, và anh ấy đã chấp nhận. Một thời gian sau, mọi người quay trở lại cuộc sống bình thường, Ruby và Connor trở thành một cặp và cô trở thành người bảo vệ Oceanside.

## Lồng tiếng
- Lana Condor trong vai Ruby Gillman, một cô gái kraken tuổi teen có khát vọng hòa nhập với mọi người trong năm thứ nhất tại trường trung học Oceanside.[7] Cô được nhà sản xuất phim Kelly Cooney miêu tả là "một thiếu niên thực sự bình thường".[8]
- Toni Collette trong vai Agatha Gillman,[9] một người mẹ là nhân viên bất động sản bảo vệ cho Ruby quá mức.[7]
- Annie Murphy trong vai Nữ hoàng Nerissa, nữ hoàng tiên cá độc ác với mối thù truyền kiếp chống lại gia đình Gillman, là người đóng giả Chelsea Van Der Zee, cô gái mới đến nổi tiếng hợm hĩnh ở trường trung học Oceanside.[9]
- Colman Domingo trong vai Arthur Gillman,[9] người bố ủng hộ cho Ruby.[7]
- Jane Fonda trong vai Grandmamah,[9] Chiến binh Nữ hoàng của 7 Đại Dương, bà ngoại của Ruby.[7]
- Sam Richardson trong vai Brill,[9] ông cậu nhiệt tình của Ruby.[7]
- Will Forte trong vai Thuyền trưởng Gordon Lighthouse, một thủy thủ già điên khùng ở Oceanside làm hướng dẫn viên du lịch.[7]
- Jaboukie Young-White trong vai Connor, chàng trai trượt ván mà Ruby phải lòng.[7]
- Liza Koshy trong vai Margot,[9] một cô gái kịch tính và là bạn thân nhất của Ruby.[7]
- Blue Chapman trong vai Sam Gillman, một học sinh lớp hai và là cậu em trai tràn đầy năng lượng và lòng trung thành của Ruby.[7]
- Eduardo Franco trong vai Trevin, một game thủ và là một trong những người bạn của Ruby.[7]
- Ramona Young trong vai Bliss, một cô gái goth và là một trong những người bạn của Ruby.[7]

Ngoài ra, Echo Kellum và Nicole Byer lần lượt lồng tiếng cho Doug và Janice. Các YouTuber Preston và Bri Arsement lần lượt lồng tiếng cho một người mua nhà và một khách du lịch. Bình luận viên phim Juju Green lồng tiếng cho giáo viên thể dục. Nhà thiết kế âm thanh Randy Thom lồng tiếng cho Nessie và khẩu pháo hoa giấy. Atticus Shaindlin lồng tiếng cho Topher. Suzanne Buirgy lồng tiếng cho Carol.
Các học sinh khác được lồng tiếng bởi Sydney Bell, Ricardo Hurtado, Qalil Ishmail, Merk Nguyen, Caleb Pierce và Tiffany Wu.

## Sản xuất
Vào tháng 6 năm 2021, TheGWW đã đưa tin rằng có một bộ phim có tựa đề ban đầu là Meet the Gillmans đang được sản xuất tại DreamWorks Animation, với quá trình tuyển chọn diễn viên đang diễn ra và dự kiến sẽ phát hành vào năm 2022. Cựu người dẫn chương trình SpongeBob SquarePants là Paul Tibbitt đóng vai trò đạo diễn, với Pam Brady đã xác nhận viết phim. Lana Condor, Laura Dern và Michael Sheen lần lượt được chọn để lồng tiên các vai Ruby, mẹ và cha của cô, trong khi Annie Murphy được chọn để lồng tiếng Clarica. Chris Kuser và Christi Soper được bổ nhiệm điều hành sản xuất. Việc sản xuất cũng dự kiến sẽ bắt đầu vào năm 2022.
Vào ngày 14 tháng 3 năm 2023, dàn diễn viên lồng tiếng và đoàn làm phim đã được công bố trên trang web của Universal Pictures ở Ireland. Cùng với vai diễn của Condor và Murphy đã được xác nhận, các diễn viên mới khác cho bộ phim bao gồm Toni Collette, Sam Richardson, Liza Koshy, Will Forte, Colman Domingo, Jaboukie Young-White, Blue Chapman, Eduardo Franco, Ramona Young, Echo Kellum, Nicole Byer, và Jane Fonda, trong khi Kirk DeMicco (đạo diễn thay thế cho Tibbitt), Faryn Pearl và Kelly Cooney Cilella lần lượt được tiết lộ là đạo diễn, đồng đạo diễn và nhà sản xuất của bộ phim. DreamWorks Animation cũng đã công bố tựa đề chính thức của bộ phim là Ruby Gillman, Teenage Kraken. Dàn diễn viên, đoàn làm phim và tựa đề phim chính thức được công bố hai ngày sau đó. Sau khi phát hành trailer thứ hai của bộ phim vào tháng 5 năm 2023, một đạo diễn lâu năm của DreamWorks là Mike Mitchell được tiết lộ sẽ đảm nhận vai trò điều hành sản xuất.
Theo Tạp chí Hoạt hình, Cilella cho biết rằng bộ phim đã được thực hiện được vài năm. Lần đầu tiên nó được giới thiệu cho DreamWorks, nói về một gia đình kraken chuyển đến sống ở đất liền và ẩn náu ở những nơi dễ thấy. Cô nói: "Nhân vật nữ chính của chúng ta là một nhân vật đáng yêu và tôi rất vui mừng khi khán giả được gặp cô ấy và yêu cô ấy theo cách chúng tôi yêu vì cô ấy bắt đầu bộ phim với tư cách là một nhân vật kỳ quặc, hơi bất an nhưng có trái tim rộng lượng, nhưng cô ấy đang ẩn chứa nhiều điều khó chịu. Một bí mật mà cô không thể nói với bạn bè mình. Nhưng cuối cùng Kraken đã được đánh thức bên trong cô và không gì có thể che giấu được điều này. Cô biết rằng số phận của mình không chỉ là một thiếu niên trung học bình thường, mà cô được định sẵn sẽ trở thành người bảo vệ biển cả tiếp theo. Hành trình của cô ấy là khám phá bản thân và ôm lấy khía cạnh khác đã ngủ yên bấy lâu nay của cô ấy, và việc cô ấy trở thành một nhân vật hiện thực hóa hoàn toàn là một câu chuyện thú vị đối với tôi để kể trên quy mô lớn như vậy." DeMicco nói rằng ông ấy coi các bộ phim của John Hughes, Easy A (2010), Lady Bird (2017) và Booksmart (2019) là nguồn cảm hứng của ông ấy. Pierre-Olivier Vincent đóng vai trò là nhà thiết kế, sản xuất, lấy cảm hứng cho nhân vật chính từ cơ thể của một con bạch tuộc và mang đến "đường cong cho tất cả ngôn ngữ thiết kế của phim", từ ô tô đến thế giới dưới nước.
Bộ phim được dành tặng cho Nick Levenduski, một nghệ sĩ của bộ phim đã qua đời trước khi bộ phim được phát hành.

### Âm nhạc
Stephanie Economou đã được xác nhận sẽ soạn nhạc cho bộ phim khi phát hành trailer đầu tiên vào ngày 16 tháng 3 năm 2023. Ca sĩ kiêm nhạc sĩ người Anh Mimi Webb đã trình diễn bài hát "This Moment", phát hành vào ngày 23 tháng 6 dưới dạng đĩa đơn, một tuần trước khi bộ phim phát hành. Album nhạc phim được phát hành vào ngày 30 tháng 6 năm 2023, cùng ngày với ngày ra rạp, bên cạnh bài hát "Rise" do Freya Ridings trình diễn, được phát ở phần cuối của bộ phim.

## Phát hành

### Rạp
Ruby thủy quái tuổi teen được ra mắt tại Liên hoan phim hoạt hình quốc tế Annecy vào ngày 15 tháng 6 năm 2023 và được công chiếu tại các rạp chiếu phim ở Hoa Kỳ vào ngày 30 tháng 6. Bộ phim được khởi chiếu sớm vào ngày 19 tháng 6 năm 2023, tại các chuỗi rạp chiếu phim của Regal như một phần của chương trình khuyến mãi "Bộ phim bí ẩn vào thứ Hai".
Vào tháng 12 năm 2022, Phó Giám đốc Universal Pictures Quốc tế ở Ý Massimo Proietti đã tiết lộ rằng bộ phim sẽ được phát hành vào giữa năm 2023. Vào ngày 16 tháng 3 năm 2023, sau khi phát hành trailer chính thức đầu tiên, có thông tin tiết lộ rằng bộ phim sẽ được phát hành vào ngày 30 tháng 6 năm 2023, thay thế cho ngày phát hành ban đầu của bộ phim Migration của hãng phim Illumination.

### Truyền thông gia đình
Ruby thủy quái tuổi teen được phân phối kỹ thuật số vào ngày 18 tháng 7 năm 2023, sau 18 ngày ra rạp. Bộ phim dự kiến được phát hành trên đĩa DVD và Blu-ray vào ngày 26 tháng 9 năm 2023.
Là một phần trong thỏa thuận 18 tháng của họ với Netflix, bộ phim sẽ được phát trực tuyến trên Peacock trong bốn tháng đầu tiên của khung giờ truyền hình có thu phí, sau đó sẽ chuyển sang Netflix trong 10 tháng tiếp theo và sau đó sẽ quay lại Peacock trong 4 tháng còn lại.

## Đón nhận

### Phòng vé
Ruby thủy quái tuổi teen đã giúp thu về 15.8 triệu USD ở thị trường Hoa Kỳ và Canada, và 26.7 triệu USD tại thị trường ở các quốc gia khác, nâng tổng doanh thu trên toàn cầu là 42,4 triệu USD. Đây là bộ phim có doanh thu thấp nhất của DreamWorks Animation sau Spirit Untamed (2021, thu về 42.7 triệu USD) theo doanh thu phòng vé, đồng thời cũng là một nỗi thất vọng về doanh thu phòng vé, với dự kiến rằng Universal Pictures sẽ lỗ một số tiền lên đến 80 triệu USD.
Tại Hoa Kỳ và Canada, Ruby thủy quái tuổi teen được phát hành cùng với Indiana Jones và vòng quay định mệnh, với dự đoán sẽ thu về 4–8 triệu USD từ 3.400 rạp chiếu phim trong tuần đầu tiên công chiếu. Bộ phim đã thu về 2.3 triệu USD trong ngày đầu tiên công chiếu, bao gồm 725.000 USD từ lượt xem trước vào buổi tối thứ Năm. Bộ phim ra mắt với 5.5 triệu USD, trở thành phim có doanh thu mở màn vào cuối tuần thấp nhất của DreamWorks Animation so với bất kỳ bộ phim nào của họ cho đến nay. Vị trí thứ sáu của bộ phim cũng khiến cho bộ phim có thứ hạng thấp nhất trong tuần mở màn trong ba ngày đầu tiên của hãng phim, ngang bằng với Sinbad: Huyền thoại 7 Đại Dương trong năm 2003. Một số quyển tạp chí, bao gồm TheWrap, /Film và Variety, cho rằng lý do doanh thu mở màn thấp như vậy là do hoạt động tiếp thị giới hạn trong ba tháng của bộ phim, các đoạn giới thiệu và sự cạnh tranh với Người Nhện: Du hành Vũ trụ Nhện và Xứ sở các nguyên tố.

### Phê bình
Trên trang web tổng hợp đánh giá Rotten Tomatoes, 65% trong số 92 bài phê bình được xác định là tích cực, với điểm trung bình là 5.8/10.  Nhìn chung các nhà bình luận đều đồng thuận ở nội dung: "Ruby Gillman, Teenage Kraken is littered with too much flotsam and jetsam from better animated features to stand as a true original, but its inherent sweetness and lively style make for likable enough family entertainment. (Ruby thủy quái tuổi teen có quá nhiều thứ vớ vẩn và phản cảm từ những bộ phim hoạt hình khác để có thể được coi là một bộ phim gốc thực sự, nhưng sự ngọt ngào vốn có và phong cách sống động của nó khiến cho bộ phim phù hợp với sự dễ thương, giải trí trong gia đình.)" Metacritic, sử dụng bình quân gia quyền, đã chấm cho bộ phim số điểm 50/100, dựa trên 27 nhà phê bình, cho biết "các bài đánh giá hỗn hợp hoặc trung bình". Các khán giả được CinemaScore thăm dò đã cho điểm trung bình của bộ phim là "A–" trên thang điểm từ A+ đến F, trong khi PostTrak đã báo cáo rằng 68% người xem phim cho điểm tích cực.
Peter Debruge của tạp chí Variety đã đánh giá tích cực về bộ phim, ông đã viết rằng: "Pam Brady, kỳ cựu của South Park, đồng biên kịch với Brian C. Brown và Elliott DiGuiseppi, đã mang đến đủ loại ý tưởng hài hước cho bộ phim, mà DeMicco đã thực hiện một công việc đáng ngưỡng mộ." Nhưng ẩn trong đó là một bộ phim đơn giản hơn, chân thật hơn, dường như đang trêu chọc khán giả, giống như một hình dáng đang phát sáng từ sâu phía bên dưới. Nếu bạn tin rằng thủy quái kraken thu nhỏ về hình dáng của một con người — và những người không quá thông minh, có thể đủ ngu ngốc để không phát hiện ra chúng — thì những cảnh cấp ba thật quyến rũ. Ruby là một cô nàng mọt sách với khả năng nghiên cứu các phương trình bậc hai, và cô ấy gặp khó khăn trong việc mời bạn học của mình đi dự vũ hội (rõ ràng là anh ấy cũng đã cảm thấy như vậy về cô ấy). Dù sao thì bà Agatha (mẹ của Ruby) cũng đã bảo vệ quá mức đế, nỗi không cho phép con gái tham dự."